# Kim Yong-jun
Kim Yong-jun (19 juli 1983) is een Noord-Koreaans betaald voetballer die bij voorkeur op het middenveld speelt. Hij verruilde in 2009 Chengdu Blades voor Pyongyang City. In 2002 debuteerde hij in het Noord-Koreaans voetbalelftal, waarvoor hij meer dan tachtig interlands speelde.

## Carrière
| seizoen     | club             | land        | competitie       | wed. | goals |
| ----------- | ---------------- | ----------- | ---------------- | ---- | ----- |
| 2004/05     | Pyongyang City   | Noord-Korea | DPR Korea League |      |       |
| 2005/06     | Pyongyang City   | Noord-Korea | DPR Korea League |      |       |
| 2006/07     | Yianbian Century | China       | Jia League       | 7    | 0     |
| 2007/08     | Yianbian Century | China       | Jia League       | 21   | 6     |
| 2008/09     | Chengdu Blades   | China       | Super League     | 2    | 0     |
| 2009/10     | Pyongyang City   | Noord-Korea | DPR Korea League |      |       |
| 2010/11     | Pyongyang City   | Noord-Korea | DPR Korea League |      |       |
| 2011/12     | Pyongyang City   | Noord-Korea | DPR Korea League |      |       |
| 2012/13     | Pyongyang City   | Noord-Korea | DPR Korea League |      |       |
| Bijgewerkt: | 18 juni 2013     |             | Totaal           | 30   | 6     |